# Sing to the Sky
《Sing to the Sky (싱 투 더 스카이)》는 일본의 가수 아야카의 두 번째 정규 음반이다. 2008년 6월 25일에 워너 뮤직 재팬을 통해 CD뿐인 통상판과 뮤직 비디오 DVD, 공연 DVD가 추가로 붙어있는 두 가지 한정판으로 발매됐다. 한국에는 통상판이 2009년 2월 12일에 발매됐다.

## 수록곡
1. POWER OF MUSIC
2. 아이오 우타오 (愛を歌おう 사랑을 노래하자[*])
3. SKY
4. Jewelry day
5. Good Night Baby (グンナイベイビー)
6. For today
7. Why
8. Gold Star ゴールドスター
9. 마호츠카이노 시와사 (魔法使いのしわざ 마법사의 소행[*])
10. 테오 츠나고 (手をつなごう 손을 잡고[*])
11. 아이모 우소모 신지츠 (愛も嘘も真実 사랑도 거짓말도 진실[*])
12. CLAP & LOVE
13. 기미가 이루카라 (君がいるから 네가 있으니까[*])
14. 오카에리 (おかえり 어서와[*])
15. 콘야모 호시니 다카레테 (今夜も星に抱かれて・・・ 오늘 밤도 별에 안겨[*])
16. WINDING ROAD (보너스 트랙)
17. I believe (보너스 트랙, DVD 한정판에만 수록)

## 차트 순위
오리콘
| 차트 | 최고순위 | 판매량  | 총판매량 | 등장횟수 |
| ---- | -------- | ------- | -------- | -------- |
| 일간 | 1        |         | 614,872  | 60주     |
| 주간 | 2        | 315,373 | 614,872  | 60주     |
| 월간 | 2        |         | 614,872  | 60주     |
| 연간 | 15       | 577,405 | 614,872  | 60주     |